# Spike i Tyke
Spike i Tyke (ang. Spike and Tyke) – amerykański serial animowany stworzony przez studio Hanna-Barbera. Jego bohaterami są dwa psy rasy buldog amerykański - Spike i Tyke, które są też dobrze znane z seriali animowanych: Tom i Jerry oraz Szczenięce lata Toma i Jerry’ego.

## Bohaterowie
- Spike - bardzo duży i bardzo silny pies. Zawsze wspiera swojego synka, Tyke'a
- Tyke - mały, śliczny piesek. Syn Spike'a.

Pozostałe postacie
- Właściciele Spike'a i Tyke'a - mąż i żona, którzy są właścicielami Spike'a i Tyke'a. Są też właścicielami Butcha.
- Butch - czarny kot, który mieszka wraz ze Spikiem i Tykiem. Nie cierpią Butcha, z wzajemnością.
- Trzej koledzy Butcha - trzej koci koledzy Butcha. Mieszkają w zaułku. Bez przerwy chcą razem z Butchem wpakować Spike'a i Tyke'a w kłopoty.

Postacie epizodyczne
- Żółty pies - bezpański pies. Chciał ukraść obrożę Spike'a, żeby nie trafić do schroniska.
- Hycel

Każdy odcinek trwa 8-9 minut .